# Kobestelia
Kobestelia là một chi bướm đêm thuộc họ Noctuidae.